# Mbandjock
Mbandjock este un oraș din departamentul Haute-Sanaga, Camerun.